# Districts du Suriname
Les districts du Suriname constituent la plus grande division administrative du Suriname. Leur structure actuelle est établie en 1980. Depuis 1987, les districts sont dotés de conseils régionaux élus tous les cinq ans. Les dix districts sont eux-mêmes subdivisés en 63 entités municipales appelées ressorts.
| #  | District   | Capitale        | Superficie (km²) | Superficie (%) | Population (2012) | Population (%) | Densité (hab/km²) | Carte |
| -- | ---------- | --------------- | ---------------- | -------------- | ----------------- | -------------- | ----------------- | ----- |
|    | SURINAME   | Paramaribo      | 163 820          | 100,0          | 541 638           | 100,0          | 3,3               |       |
| 1  | Paramaribo | Paramaribo      | 183              | 1,1            | 240 924           | 44,48          | 1 316,5           |       |
| 2  | Wanica     | Lelydorp        | 442              | 2,7            | 118 222           | 21,83          | 267,5             |       |
| 3  | Nickerie   | Nieuw Nickerie  | 5 353            | 3,3            | 34 233            | 6,32           | 6,4               |       |
| 4  | Coronie    | Totness         | 3 902            | 2,4            | 3 391             | 0,63           | 0,9               |       |
| 5  | Saramacca  | Groningen       | 3 636            | 2,2            | 17 480            | 3,23           | 4,8               |       |
| 6  | Commewijne | Nieuw-Amsterdam | 2 353            | 1,4            | 31 420            | 5,8            | 13,4              |       |
| 7  | Para       | Onverwacht      | 5 393            | 3,3            | 24 700            | 4,56           | 4,6               |       |
| 8  | Marowijne  | Albina          | 4 627            | 2,8            | 18 294            | 3,38           | 3,95              |       |
| 9  | Brokopondo | Brokopondo      | 7 364            | 4,5            | 15 909            | 2,94           | 2,2               |       |
| 10 | Sipaliwini | aucune          | 130 567          | 79,7           | 37 065            | 6,84           | 0,3               |       |